# Nawal El Moutawakel
Nawal El Moutawakel-Bennis (Arabisch: نوال المتوكل) (Casablanca, 15 april 1962) is een Marokkaanse voormalige atlete. El Moutawakel won op de Olympische Spelen van Los Angeles in 1984 als eerste Afrikaanse en islamitische vrouw een gouden medaille.

## Biografie

### Jeugd
El Moutawakel groeide op in een gezin van in totaal vijf kinderen, die door hun ouders als gelijken werden behandeld. Dit alleen al druiste in tegen de principes van het in die tijd overwegend conservatief islamitische Marokko, waar op grond van vooroordelen vrouwen in hun rechten zwaar waren achtergesteld ten opzichte van mannen.
Haar vader deed aan judo en haar moeder speelde volleybal, terwijl de kinderen alle vijf de atletieksport beoefenden. Hun vader, een onafhankelijke geest, beschermde zijn dochters tegen de lastercampagnes van de conservatieve islam, die geen vrouwen in sportkleding duldde en het tonen van blote benen en armen als duivels beschouwde. De vulgariteiten kenden geen limiet en de jonge Nawal barstte als gevolg daarvan vaak in tranen uit. Haar vader leerde haar echter door te bijten en de tanden op elkaar te klemmen.

### Overstap naar 400 m horden en VS
In 1982 was Nawal El Moutawakel uitgegroeid tot de snelste vrouw van Afrika, maar dwong haar coach haar met zachte hand om de overstap te maken naar de 400 m horden, een nieuw nummer voor vrouwen dat voor het eerst in het programma was opgenomen van de Spelen van 1984. Ze bleek een natuurtalent en reeds een jaar later kreeg ze van de Iowa State University een aanbod voor een studiebeurs. Haar vader, aanvankelijk beducht om zijn achttien jaar oude dochter naar de Verenigde Staten te laten gaan, stemde ten slotte toe om haar daar te laten studeren. Een week nadat El Moutwakel naar Iowa was vertrokken, kwam hij om bij een verkeersongeval. "Gedurende drie maanden vertelde niemand mij dat hij was overleden. Als ik hem wilde spreken, zeiden ze dat hij te druk bezet was, of dat hij niet met me wilde praten, omdat hij vond dat ik mij op mijn training moest concentreren. Toen ik ten slotte hoorde dat hij was overleden, was ik heel erg boos", aldus Nawal El Moutawakel.

### Verrassende kampioene
Ondanks de snelle progressie van de Marokkaanse op de 400 m horden stond El Moutawakel vlak voor het begin van de Spelen in Los Angeles met een tijd 55,37 s op de wereldranglijst op een veertiende plaats. Favoriete voor olympisch eremetaal was zij dus zeker niet. Een jaar eerder was zij tijdens de wereldkampioenschappen in Helsinki op dit nummer immers nog niet verder gekomen dan de halve finale. Des te verrassender was het, dat de studente uit Iowa de eerste olympische kampioene werd op het lange hordennummer, zich hierbij in één klap verbeterend naar 54,61, een progressie van niet minder dan 0,76 seconden. Een geëmotioneerde Nawal El Motawakel droeg na afloop haar overwinning op aan haar overleden vader. "Hij heeft mij altijd gestimuleerd", zo loofde zij hem. Als reactie op haar overwinning barstte er in Casablanca op 8 augustus 1984, om twee uur 's nachts plaatselijke tijd, een spontane opstoot van volksvreugde los. Tienduizenden mensen namen zingend en dansend de straat in. En de Marokkaanse koning Hassan II, die haar direct na haar overwinning had opgebeld om te vertellen hoe trots hij op haar was, verklaarde dat alle meisjes die op de dag van de overwinning geboren werden, ter ere van Nawal, haar naam moesten dragen.

### Einde atletiekloopbaan en terugkeer naar Marokko
Enkele jaren na de Spelen zette El Moutawakel als gevolg van slepende blessures een punt achter haar atletiekloopbaan. Vervolgens keerde zij in 1989 uit Iowa terug naar haar geboorteplaats Casablanca en werd zij in 1989 nationaal atletiekcoach voor vrouwen én mannen. Bovendien huwde zij met Mounir Bennis, waarna zij zich de toorn van de traditionalisten in haar land op de hals haalde door op z'n Amerikaans te kiezen voor haar vrouwennaam, gevolgd door een koppelteken en dan pas die van haar echtgenoot. Voortaan heette ze Nawal El Moutawakel-Bennis.

### Courir pour le plaisir
In 1993 startte El Moutawakel 'Courir pour le plaisir', een loop over 5 km voor vrouwen in Casablanca, die sindsdien is uitgegroeid tot de grootste wedstrijd voor vrouwen in een islamitisch land, met zo'n 30.000 deelneemsters.

### Overheidsfuncties en IOC-lid
In 1995 werd El Moutawakel-Bennis lid van het IAAF en sinds 1998 van het Internationaal Olympisch Comité.
Van augustus 1997 tot maart 1998 was ze staatssecretaris voor Jeugd- en Sportzaken, van oktober 2007 tot juli 2009 was ze minister van Jeugd- en Sportzaken.

### Rolmodel
El Moutawakel denkt dat zij met haar overwinning het leven van duizenden moslimvrouwen over de gehele wereld heeft veranderd. Eerder werd gedacht dat vrouwen geen goede prestaties zouden kunnen leveren in de sport, maar na haar overwinning werd de atletieksport een mogelijkheid voor een hele generatie. In feite werd zij voor moslimvrouwen een soort rolmodel. Zij ontving van hen brieven, die slechts gericht waren aan: Nawal El Moutawakel, Marokko. "Vrouwen schreven mij om mij te bedanken voor wat ik voor hen had gedaan door middel van de sport. Zowel gesluierde als ongesluierde vrouwen vertelden mij, dat ik ze had bevrijd", aldus El Moutawakel.

## Titels
- Olympisch kampioene 400 m horden - 1984
- Afrikaans kampioene 200 m - 1984
- Afrikaans kampioene 100 m horden - 1982
- Afrikaans kampioene 400 m horden - 1982, 1984, 1985
- Universitair kampioene 400 m horden - 1987
- Middellandse Zeespelen kampioene 400 m horden - 1983, 1987
- Marokkaans kampioene 100 m - 1977, 1978, 1981, 1983
- Marokkaans kampioene 200 m - 1977, 1978, 1981, 1983
- Marokkaans kampioene 400 m - 1981
- Marokkaans kampioene 400 m horden - 1977, 1978

## Persoonlijke records
| Onderdeel    | Tijd  | Datum           | Plaats      |
| ------------ | ----- | --------------- | ----------- |
| 200 m        | 23,67 | 8 augustus 1985 |             |
| 400 m        | 51,70 | 24 april 1987   |             |
| 100 m horden | 13,8  | 1982            | Caïro       |
| 400 m horden | 54,61 | 8 augustus 1984 | Los Angeles |

## Palmares

### 100 m
- 1981:  Marokkaanse kamp. – 11,7 s
- 1982:  Afrikaanse kamp. – 11,7 s
- 1983:  Marokkaanse kamp. – 11,4 s

### 200 m
- 1981:  Marokkaanse kamp. – 24,5 s
- 1983:  Marokkaanse kamp. – 24,0 s
- 1984:  Afrikaanse kamp. – 23,93 s

### 400 m
- 1981:  Marokkaanse kamp. – 59, 0 s

### 100 m horden
- 1982:  Afrikaanse kamp. – 13,8 s
- 1983: 6e in serie WK – 14,85 s

### 400 m horden
- 1982:  Afrikaanse kamp. – 58,42 s
- 1983:  Middellandse Zeespelen – 56,59 s
- 1983: 6e in ½ fin. WK – 57,10 s
- 1984:  Afrikaanse kamp. – 56,01 s
- 1984:  OS – 54,61 s
- 1985:  Afrikaanse kamp. – 56,00 s
- 1987:  Universiade - 55,21 s
- 1987: 3e in serie WK – 57,21 s
- 1987:  Middellandse Zeespelen – 56,28 s

1984: Nawal El Moutawakel ·
1988: Debbie Flintoff-King ·
1992: Sally Gunnell ·
1996: Deon Hemmings ·
2000: Irina Privalova ·
2004: Fani Chalkia ·
2008: Melaine Walker ·
2012: Lashinda Demus ·
2016: Dalilah Muhammad ·
2020: Sydney McLaughlin ·
2024: Sydney McLaughlin-Levrone